# Lamellidea nakadai
Lamellidea nakadai fue una especie de molusco gasterópodo de la familia Achatinellidae en el orden de los Stylommatophora.

## Distribución geográfica
Fue  endémica del Japón. 